# Apátvarasd
Apátvarasd – wieś i gmina w południowej części Węgier, w pobliżu miasta Pécsvárad.
Administracyjnie należy do powiatu Pécsvárad, wchodzącego w skład komitatu Baranya i jest jedną z 19 gmin tego powiatu.